# 臺灣原住民族抗清列表
本條目列出以台灣原住民抗清為主的歷史事件，反映台灣原住民對清朝官員的不滿，以及原住民政權與清政權的抗爭，時間為1684年到1895年。

## 17世紀
- 1699年，發生吞霄社土官卓個事件、北投社冰冷事件。

## 18世紀
- 1726年，發生水沙連社骨宗事件。
- 1728年，發生山豬毛社生番事件。
- 1731年，發生大甲西社抗清事件。
- 1732年，大甲西社抗清事件再起。
- 1734年，發生柳樹湳登台社事件。
- 1766年，發生攸乃武社事件。
- 1786年，發生直加米南、目懷二社生番事件、楊光勳、楊媽世兄弟械鬥。

## 19世紀
- 1874年，發生牡丹社事件
- 1875年，發生獅頭社反清事件。
- 1876年，發生太魯閣事件。
- 1877年，發生大港口事件。
- 1878年，發生加禮宛事件。
- 1886年，發生大嵙崁社事件。
- 1887年，發生中路開山事件。
- 1888年，發生大庄事件(呂家望事件)。
- 1889年，發生白阿社開山事件。
- 1892年，發生三角湧開山事件、不力社事件。
- 1895年，發生觀音山事件。